# ФК Гренобл
ФК Гренобл (фр. Grenoble Foot 38) је француски фудбалски клуб из града Гренобл и тренутно игра у Француској првој лиги. Клуб је основан 1997. године и утакмице као домаћин игра на стадиону Де Алпе.